# Eupithecia dura
Eupithecia dura là một loài bướm đêm trong họ Geometridae.